# Bolivarplaats

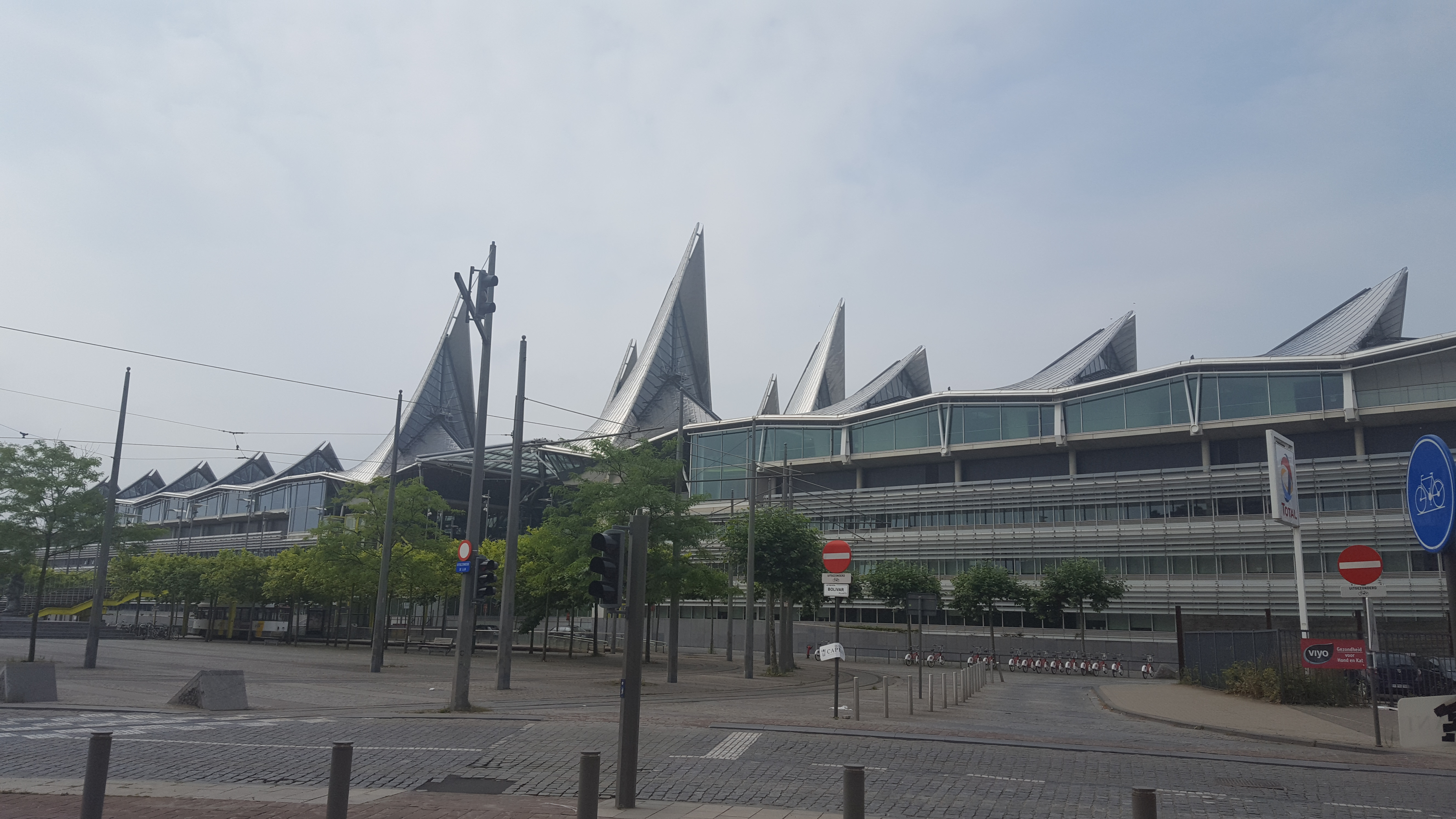
Bolivarplaats met het gerechtsgebouw

De Bolivarplaats is een plein in de Stad Antwerpen, gelegen aan de wijk Het Zuid. Het plein is genoemd naar de Zuid-Amerikaanse vrijheidsstrijder Simón Bolívar. Centraal aan het plein ligt het monumentale gerechtsgebouw van Antwerpen dat als ankerpunt fungeert voor de ruime omgeving. Samen met het plein vormt deze het eindpunt van de belangrijke stedelijke as de Leien. Vroeger was op de locatie van het gerechtsgebouw het monumentale Zuidstation gelegen, dat echter in 1965 gesloopt werd.
Het plein vormt ook een belangrijk knooppunt voor verschillende vervoersvormen. Naast de Leien loopt ook de uitloper van de ringweg R10 (de Singel) over het plein. Onder het plein ligt de Bolivartunnel die als autosnelweg A112 de Leien aansluit op de Antwerpse Ring (R1) en de A12 naar Brussel.
Daarnaast komen er twee tramlijnen samen op het plein, waarbij onder de toegangstrappen naar de hoofdingang van het gerechtsgebouw twee perrons gelegen zijn voor tramlijnen 1 en 4, die het Centraal Station respectievelijk stadscentrum verbinden met Station Zuid en verder richting Hoboken. Daarnaast is er ook een tramkeerlus aanwezig op het plein.
Aan de rand van het plein zijn cafés en restaurants gelegen met beperkte terrassen. Twee grote campussen van de Karel de Grote-Hogeschool liggen vlak bij het plein.

## Toekomst
In het kader van het project Ringpark Zuid zal de volledige omgeving van de autosnelwegknoop tussen de Bolivartunnel, A12 en R1 (de Spaghettiknoop) heringericht worden, waarbij ook de Singel verlegd zal worden naar de achterkant van het gerechtsgebouw. Daardoor kan de Bolivarplaats grotendeels autovrij heraangelegd worden, waarbij doorgaand verkeer geknipt wordt.
Daarnaast werd in een haalbaarheidsstudie naar een nieuwe premetrotunnel onder het Antwerpse stadscentrum de bouw van een premetrostation Bolivar aan de zuidkant van het plein bestudeerd, maar er is nog geen zicht op een eventuele concrete realisatie.